# Fishel Salomon
Fishel-Ephraïm Salomon (פישל אפרים סלומון) est un rabbin. Il naît en 1849 en Russie, immigre en Palestine en 1883 et décède en 1924.
« Heureux celui qui s'installera ici » est la phrase gravée en araméen, sur laquelle tombent le rabbin Salomon et les autres membres de sa délégation envoyés de Pologne, dans la vallée de la Houla. Cette délégation arrive en Palestine en 1883, à l'époque de la première aliyah, afin de se rendre acquéreur de terrains et en vue d'y établir un village pour les sionistes de leur ville d'origine restés en Pologne. Elle décide alors d'acheter le terrain et y fonde le village de Yessod Haméala.
Le rabbin Salomon s'avère être un personnage de grand charisme. La petite communauté installée à Yessod Haméala fait face à de nombreuses difficultés ; la malaria qui ravage des familles entières, le manque d'expérience dans le domaine agricole et l'absence d'aide extérieure.
Le représentant du baron Rothschild propose alors aux pionniers d'abandonner les terres. A l'écoute de ces propos, le rabbin Fishel rétorque : "Nous sommes venus ici, telle une armée, investir la Terre. Le destin qui est le nôtre a engendré de nombreuses victimes. A-t-on déjà vu des soldats abandonner le front?".
Cette réponse est à l'image de l'engagement inconditionnel des pionniers qui est de rigueur à l'époque.
Les descendants de la famille Salomon vivent aujourd'hui encore à Yessod Haméala, devenu depuis village verdoyant de la région.